# Kosaki-Großwuchssyndrom

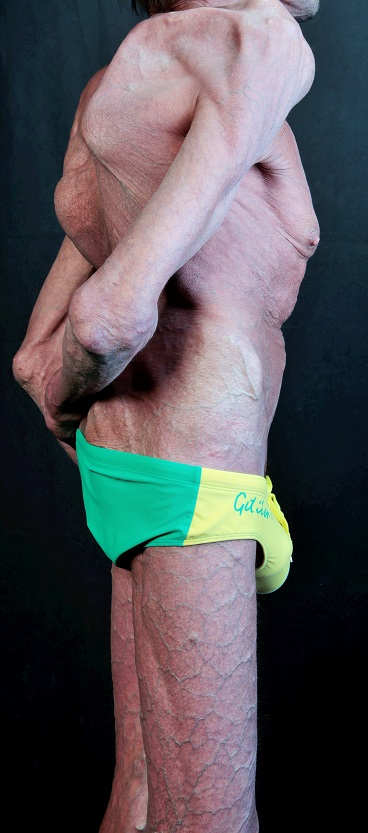
Kosaki-Großwuchssyndrom

Das Kosaki-Großwuchssyndrom ist eine sehr seltenes angeborenes Großwuchssyndrom mit den Hauptmerkmalen Großwuchs, Gesichtsdysmorphie, Überdehnbarkeit der Haut und Leukenzephalopathie.
Synonyme sind: Skelettaler Großwuchs-kraniofaziale Dysmorphien-hyperelastische Haut-Läsionen der weissen Substanz-Syndrom; englisch Kosaki overgrowth syndrome; KOGS
Die Erstbeschreibung stammt aus dem Jahre 2011 durch den Japanischen Orthopäden Kota Watanabe und Mitarbeiter, die Abgrenzung als eigenständiges Krankheitsbild erfolgte im Jahre 2015 durch Toshiki Takenouchi und Mitarbeiter.

## Verbreitung
Die Häufigkeit wird mit unter 1 zu 1.000.000 angegeben, die Vererbung erfolgt autosomal-dominant.

## Ursache
Der Erkrankung liegen Gain-of-Function-Mutationen im PDGFRB-Gen auf Chromosom 5 Genort q32 zugrunde, welches für einen Platelet Derived Growth Factor kodiert.

## Klinische Erscheinungen
Klinische Kriterien sind:
- Krankheitsbeginn im Kleinkindesalter
- Gesichtsauffälligkeiten mit prominenter Stirn, Exophthalmus,  schräg verlaufenden Augenliders, breiter Nasenrücken, dünne Oberlippe und spitzes Kinn
- Hochwuchs mit großen Händen und Füßen
- Überelastische und empfindliche Haut
- fortschreitende neurologische Auffälligkeiten